# Eritema palmare

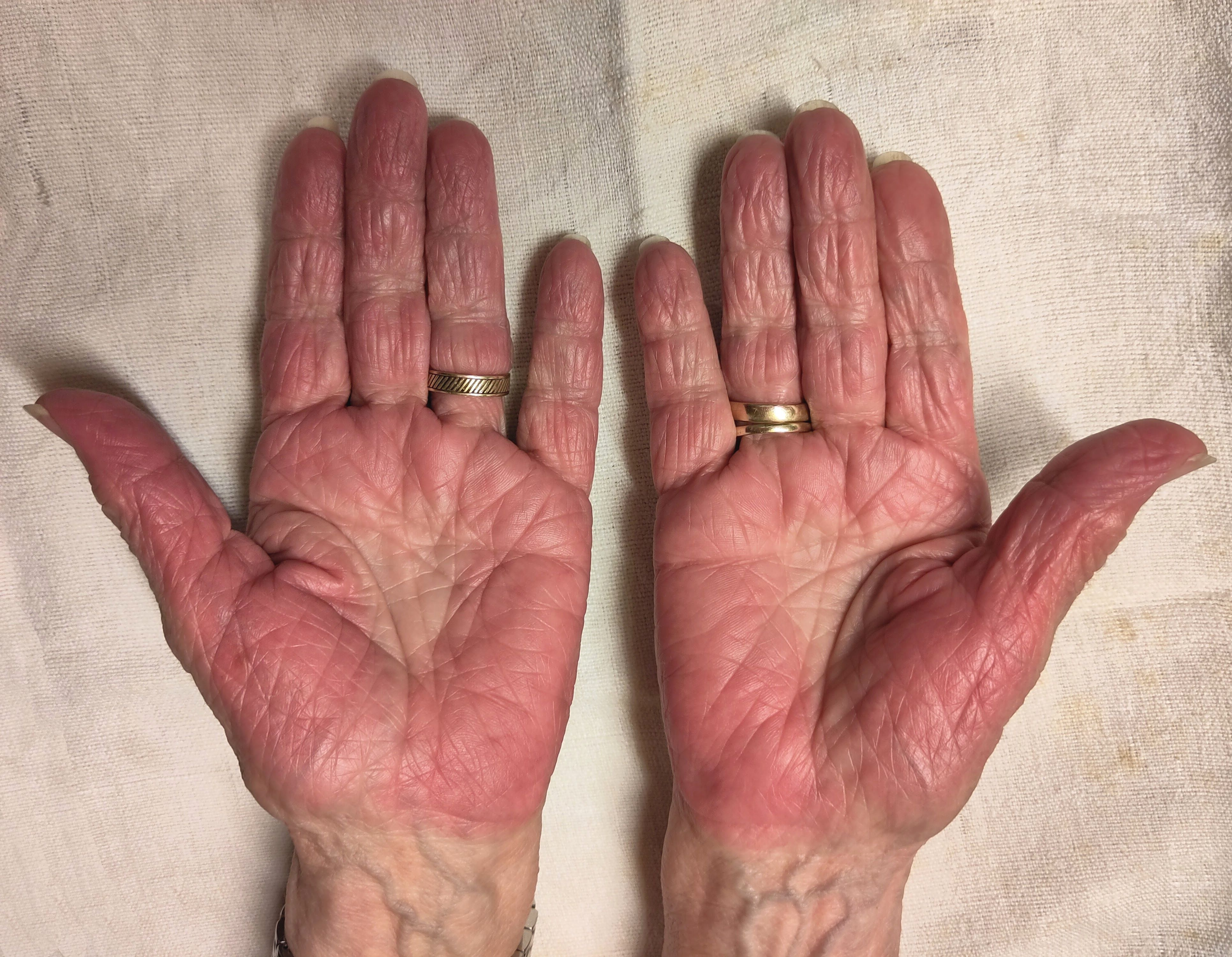

Per  eritema palmare  in campo medico, si intende la comparsa di rossore nel palmo delle mani.

## Patologie correlate
Tale stato patologico lo si riscontra in casi di artrite reumatoide,  nella cirrosi epatica e altre patologie correlate generalmente all'alcolismo, mostrando un coinvolgimento del fegato e più raramente nella sarcoidosi.
L'eritema palmare è un sintomo presente in una piccola parte dei pazienti affetti dalla malattia di Basedow (Grave's disease), scatenato da un aumento della funzionalità della tiroide (ipertiroidismo).

### Altre cause
Tale forma di eritema è anche un effetto collaterale di alcuni farmaci anticonvulsanti